# André Grabar

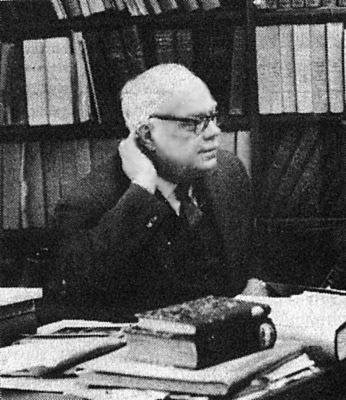
André Grabar

André Grabar (Andrei Nikolajewitsch Grabar, russisch Андрей Николаевич Грабар; * 26. Juli 1896 in Kiew; † 3. Oktober 1990 in Paris) war ein aus Russland stammender französischer Kunsthistoriker und Byzantinist.

## Leben
Oleg Grabar, Bruder des Biochemikers Pierre Grabar.  ging in Kiew zur Schule und studierte dort ab 1915 an der Wladimir-Universität und danach an der Universität Petrograd bei Nikodim Pawlowitsch Kondakow und dessen Schülern Dmitri Wlassewitsch Ainalow (D. V. Ainalov) und Jakow Iwanowitsch Smirnow (1869–1918). 1919 schloss er sein Studium, das durch die Oktoberrevolution unterbrochen war, in Odessa ab und ging 1920 nach Bulgarien. Dort katalogisierte er für den Direktor des Archäologischen Museums in Sofia Bogdan Filow die mittelalterlichen Denkmäler in Bulgarien, wofür er drei Jahre unterwegs war. Danach ging er 1922 zunächst als Russisch-Lehrer nach Straßburg, wo er den Archäologen Paul Perdrizet (1870–1938) traf, 1928 promoviert wurde und an der Universität als Maitre de Conferences Kunstgeschichte lehrte. 1937 wurde er Nachfolger von Gabriel Millet auf dem Lehrstuhl für Christliche Archäologie an der École pratique des hautes études in Paris, wo er bis 1966 lehrte (später auf dem Lehrstuhl für Byzantinische Kunst und Archäologie). Außerdem war er von 1946 bis 1966 Professor für byzantinische Kunst und Archäologie am Collège de France. Er nahm auch regelmäßig an den Konferenzen des Dumbarton Oaks Institut der Harvard University teil, wo er 1950 bis 1964 Professor war.
In seine Studien zur mittelalterlichen Kunst bezog er auch Philosophie, Geschichtswissenschaft und Theologie ein und verfolgte die Verbindungen zur islamischen Welt. Er schrieb weit verbreitete Bücher über byzantinische Kunst und Ikonen.
Er war Gründer der Zeitschrift Cahiers Archéologiques, die er mit Jean Hubert herausgab.
Grabar erhielt zahlreiche Ehrungen, so wurde er 1955 Mitglied der Académie des Inscriptions et Belles-Lettres, 1957 Mitglied der British Academy, 1963 Mitglied des Ordens Pour le Mérite, 1968 Mitglied der American Academy of Arts and Sciences und 1969 auswärtiges Mitglied der Bulgarischen Akademie der Wissenschaften.
1923 heiratete er die bulgarische Medizinstudentin Julie Ivanova († 1977), mit der er zwei Söhne hatte. Sein Sohn Oleg Grabar (1929–2011) war ebenfalls Kunsthistoriker, spezialisiert auf mittelalterliche islamische Kunst.

## Schriften (Auswahl)
Er schrieb seine Bücher überwiegend in Französisch, im Folgenden sind aber meist englische oder deutsche Übersetzungen aufgeführt.
- La peinture religieuse en Bulgarie, Paris 1928
- Byzantine painting. Historical and Critical Study, Skira, Genf 1953
- mit Carl Nordenfalk: Early medieval painting from the fourth to the eleventh century: Mosaics and Mural Painting, Skira, New York 1957
- mit Carl Nordenfalk: Romanesque painting from the eleventh to the thirteenth century, Skira, New York 1958
- Christian Iconography. A study of its Origins, Princeton University Press 1968 (aus den A. W. Mellon Lectures, National Gallery of Arts, Washington D. C., 1961)
- Die Mittelalterliche Kunst Osteuropas, Holle, Baden-Baden 1968
- mit Manolis Chatzidakis: Byzantine and Early Medieval Painting, Viking Press 1965
- Byzantium: from the death of Theodosius to the Rise of Islam, Thames and Hudson, London 1966 (auch als The Golden Age of Justinian, New York 1967)
- The Beginnings of Christian Art 200-395, Thames and Hudson, London 1967 (Arts of Mankind, Band 9)